# 凱布訥山
凱布訥山（瑞典語：Kebnekaise）是斯堪的納維亞山脈北部的一座山峰，位於瑞典北部的拉普蘭地區，靠近挪威邊境，為瑞典和薩米的最高峰。標高2103m。凱布訥山有南峰（sydtoppen）和北峰（nordtoppen）兩個高峰。其中南峰較北峰更高。